# Jacqueline Felice de Almania
Jacqueline Felice de Almania (wł. Jacobina Felice· łac. Jacoba Felicie), (fl. 1322) – wczesnośredniowieczna lekarka z Paryża we Francji, która została postawiona przed sądem w 1322 r. za nielegalną praktykę lekarską. Pochodziła najprawdopodobniej z Florencji we Włoszech.
Jacqueline razem z Trotulą z Salerno są najwcześniejszymi udokumentowanymi przypadkami Zjawiska Matyldy.

## Kariera
Jacqueline urodziła się w wybitnej francuskiej rodzinie żydowskiej. Nazywając siebie “nobilis mulier domino Jacoba” (w dosłownym tłumaczeniu: szlachetna kobieta, Lord Jacoba), co wskazywało, że pochodziła z wysokiej klasy społecznej, Jacqueline Felice de Almania była znana jako specjalistka ds. zdrowia, lecząca zarówno mężczyzn, jak i kobiety z różnych schorzeń. Miała reputację osoby, która osiągała dobre wyniki dzięki swoim metodom leczenia. Donoszono, że osoby kierowano do niej, jeśli ich poprzednie leczenie gorączki, paraliżu lub innych schorzeń zawiodło. Osoby zgłaszały się do niej również po pomoc medyczną, gdy licencjonowani lekarze nie leczyli ich schorzeń. Wierzyła w koncepcję „kobiecych sekretów” – ideę, że kobieta powinna patrzeć na intymne części ciała innych kobiet, piersi, brzuch itp., idea ta miała uniemożliwić mężczyznom poznanie „kobiecych spraw”.
Jacqueline Felice nie odbyła żadnego szkolenia na uniwersytecie, prawdopodobnie z powodu antysemickich i seksistowskich ograniczeń dotyczących zapisów na uniwersytety w tamtym czasie.
Jej brak formalnego szkolenia sprawiał, że lekarze czuli się urażeni, ponieważ stosowała techniki stosowane przez licencjonowanych lekarzy, takie jak odwiedzanie chorych, badanie moczu na podstawie jego wyglądu fizycznego, dotykanie ciała oraz przepisywanie mikstur, środków na trawienie i środków przeczyszczających.
W jej praktyce lekarskiej obowiązywała zasada niepobierania opłat, chyba że leczenie skutkowało wyleczeniem.

## Proces Sądowy
W 1322 roku Jacqueline Félicie została postawiona przed sądem za bezprawne praktyki lekarskie. Została postawiona przed sądem przeciwko Wydziałowi Lekarskiemu Paryża wyłącznie z tego powodu, że praktykowała medycynę bez licencji lekarskiej. W swojej obronie Jacobina uważała, że mężczyźni nie powinni dotykać piersi i brzucha kobiet.
Podczas procesu było ośmiu świadków, z których wszyscy byli jej pacjentami, z wyjątkiem jednego, którzy zeznawali na temat jej umiejętności medycznych. Według jednego ze świadków miała opinię lepszego lekarza i chirurga niż którykolwiek z francuskich lekarzy w Paryżu. Według jednego ze świadków, uzdrowicielka będąc lepszym lekarzem i chirurgiem, a także nie pobierając opłat od pacjentów, jeśli jej leczenie nie powiodło się, Jacqueline wydawała się rozgniewać lekarzy płci męskiej.
Pod koniec procesu Jacqueline Felice de Almania została uznana za winną i zagrożono jej ekskomuniką, jeśli kiedykolwiek zostanie przyłapana na ponownym praktykowaniu medycyny. Zakazano jej również wykonywania zawodu lekarza, choć nie wiadomo, czy po procesie nadal była uzdrowicielką, i ukarano ją grzywną w wysokości 60 funtów paryskich. Oskarżenie opierało się na braku formalnego wykształcenia na uniwersytecie, ale nie podjęto żadnych prób sprawdzenia jej wiedzy medycznej.
Pomimo zeznań, że była w stanie wyleczyć ludzi, których lekarze płci męskiej porzucili, sąd uznał, że oczywiste jest, że mężczyzna może lepiej zrozumieć temat medycyny niż kobieta ze względu na swoją płeć. Uważa się, że decyzja ta zakazała kobietom studiowania medycyny we Francji i uzyskiwania licencji aż do [[XIX wiek|XIX wieku.]]

## Dodatkowe informacje
Historia Jacobiny Félicie jest najpełniejszym, udokumentowanym opisem faktycznej praktyki lekarskiej kobiety.

## Odniesienia
- Howard S. The hidden giants, s. 35, na Google Books, rozdział 2., s. 35 (Lulu.com; 2006)
- Practical medicine from Salerno to the black death AvLuis García Ballester
- Teaching history AvHilary Bourdillon
- Wonder Women AvSam Maggs
- Nina Burton (2006). Den nya kvinnostaden. Pionjärer och bortglömda kvinnor under tvåtusen år (w j. Szwedzkim). Albert Bonnier Förlag. pp. 238–239. ISBN.